# Hold Me Closer
"Hold Me Closer" (em português: Abraça-me perto) é a canção que representou a Suécia no Festival Eurovisão da Canção 2022 que teve lugar em Turim. A canção foi selecionada através do Melodifestivalen, realizado no dia 12 de março de 2022. Na semifinal do dia 12 de maio, a canção qualificou-se para a final. A cançao terminou a competição em 4º lugar com 438 pontos.